# 243529 Petereisenhardt
243529 Petereisenhardt è un asteroide della fascia principale. Scoperto nel 2010, presenta un'orbita caratterizzata da un semiasse maggiore pari a 3,2229580 UA e da un'eccentricità di 0,0457041, inclinata di 22,63148° rispetto all'eclittica.
L'asteroide è dedicato all'astronomo statunitense Peter Eisenhardt.